# Драфт НБА 2008
Драфт НБА 2008 року відбувся 26 червня в Медісон-сквер-гарден у Нью-Йорку. Команди Національної баскетбольної асоціації (NBA) по черзі вибирали найкращих випускників коледжів, а також інших кандидатів, офіційно зареєстрованих для участі в драфті, зокрема іноземців. Згідно з НБА 44 гравці, із яких 39 випускники коледжів і п'ятеро іноземців, подали заявки на участь у драфті. Це число не включає гравців. які автоматично мають право на участь. Чикаго Буллз, які мали шанс лише 1.7 на виграш першого драфт-піку, виграли драфтову лотерею, яка відбулась 22 травня. Цей виграш став другою найбільшою несподіванкою за історію таких лотерей, позаду лише Орландо Меджик, які виграли її на драфті 1993 маючи шанс лише 1.5%. Маямі Гіт і Міннесота Тімбервулвз отримали другий і третій драфт-піки відповідно.
Уперше в історії драфтів НБА всі три перших драфт-піки були фрешменами. Чикаго Буллз використали свій перший загальний драфт-пік, щоб вибрати уродженця Чикаго Деррік Роуз з Університету Мемфіса, який потім виграв звання Новачок року НБА. Він став першим загальним номером драфту з часів Леброна Джеймса 2003 року, який став водночас і новачком року. Маямі Гіт використали свій другий драфт-пік, щоб вибрати Майкла Бізлі з Університету штату Канзас, а Міннесота Тімбервулвз використала свій третій номер, щоб придбати Оу Джей Майо з Університету Південної Каліфорнії.

## Драфт
| РЗ | Розігруючий захисник | АЗ | Атакувальний захисник | ЛФ | Легкий форвард | ВФ | Важкий форвард | Ц | Центровий |

| ^ | Позначає гравців, обраних у Баскетбольну залу слави Нейсміта                                                        |
| * | Позначає гравців, які взяли участь принаймні в одній грі матчу всіх зірок НБА і потрапили до Збірної всіх зірок НБА |
| + | Позначає гравців, які взяли участь принаймні в одній грі матчу всіх зірок НБА                                       |
| x | Позначає гравців, які принаймні один раз потрапили до Збірної всіх зірок НБА                                        |
| # | Позначає гравців, які жодного разу не грали в регулярному сезоні НБА або плей-оф                                    |

| Раунд | Вибір | Гравець                | Позиція | Громадянство                 | Команда НБА                                                                       | Коледж/Клуб                |
| ----- | ----- | ---------------------- | ------- | ---------------------------- | --------------------------------------------------------------------------------- | -------------------------- |
| 1     | 1     | Деррік Роуз*           | РЗ      | США                          | Чикаго Буллз                                                                      | Мемфіс (Фр.)               |
| 1     | 2     | Майкл Бізлі            | ВФ      | США                          | Маямі Гіт                                                                         | Канзас Стейт (Фр.)         |
| 1     | 3     | Оу Джей Майо           | АЗ      | США                          | Міннесота Тімбервулвз (проданий у Мемфіс)[a]                                      | УПК (Фр.)                  |
| 1     | 4     | Рассел Вестбрук*       | РЗ      | США                          | Сіетл Суперсоніксa[›]                                                             | УКЛА (Соф.)                |
| 1     | 5     | Кевін Лав*             | ВФ      | США                          | Мемфіс Ґріззліс (проданий у Міннесота)[a]                                         | УКЛА (Фр.)                 |
| 1     | 6     | Даніло Галлінарі       | ЛФ      | Італія                       | Нью-Йорк Нікс                                                                     | Olimpia Milano (Італія)    |
| 1     | 7     | Ерік Гордон            | АЗ      | США                          | Лос-Анджелес Кліпперс                                                             | Індіана (Фр.)              |
| 1     | 8     | Джо Александер         | ЛФ      | США                          | Мілвокі Бакс                                                                      | Вест Вірджинія (Дж.)       |
| 1     | 9     | Ді Джей Огастін        | РЗ      | США                          | Шарлот Бобкетс                                                                    | Техас (Соф.)               |
| 1     | 10    | Брук Лопес+            | C       | США                          | Нью-Дже́рсі Нетс                                                                   | Стенфорд (Соф.)            |
| 1     | 11    | Джеррид Бейлс          | РЗ      | США                          | Індіана Пейсерз (проданий у Портленд)[b]                                          | Аризона (Фр.)              |
| 1     | 12    | Джейсон Томпсон        | ВФ      | США                          | Сакраменто Кінґс                                                                  | Райдер (Ср.)               |
| 1     | 13    | Брендон Раш            | АЗ      | США                          | Портленд Трейл-Блейзерс (проданий у Індіана)[b]                                   | Канзас (Дж.)               |
| 1     | 14    | Ентоні Рендольф        | ВФ      | СШАb[›]                      | Голден-Стейт Ворріорс                                                             | ЛСЮ (Фр.)                  |
| 1     | 15    | Робін Лопес            | C       | США                          | Фінікс Санз (від Атланта)[n]                                                      | Стенфорд (Соф.)            |
| 1     | 16    | Марріс Спейтс          | ВФ      | США                          | Філадельфія Севенті-Сіксерс                                                       | Флорида (Соф.)             |
| 1     | 17    | Рой Гібберт+           | C       | США · Ямайкаc[›]             | Торонто Репторз (проданий у Індіана)[c]                                           | Джорджтаун (Ср.)           |
| 1     | 18    | Джавейл МакГі          | C       | США                          | Вашингтон Візардс                                                                 | Невада (Соф.)              |
| 1     | 19    | Джей Джей Гіксон       | ВФ      | США                          | Клівленд Кавальєрс                                                                | НК Стейт (Фр.)             |
| 1     | 20    | Алексі Аженса          | C       | Франція                      | Шарлот Бобкетс (від Денвер)[o]                                                    | Hyères-Toulon (Франція)    |
| 1     | 21    | Раєн Андерсон          | ВФ      | США                          | Нью-Дже́рсі Нетс (від Даллас)[p]                                                   | Каліфорнія (Соф.)          |
| 1     | 22    | Кортні Лі              | АЗ      | США                          | Орландо Меджик                                                                    | Західний Кентуккі (Ср.)    |
| 1     | 23    | Коста Куфос            | C       | Греція · СШАd[›]             | Юта Джаз                                                                          | Огайо Стейт (Фр.)          |
| 1     | 24    | Серж Ібака             | ВФ      | Республіка Конго Іспаніяe[›] | Сіетл Суперсоніксa[›] (від Фінікс)[q]                                             | L'Hospitalet (Іспанія)     |
| 1     | 25    | Ніколя Батум           | ЛФ      | Франція                      | Х'юстон Рокетс (проданий у Портленд)[d]                                           | Le Mans (Франція)          |
| 1     | 26    | Джордж Гілл            | РЗ      | США                          | Сан-Антоніо Сперс                                                                 | ІУПУІ (Дж.)                |
| 1     | 27    | Дарелл Артур           | ВФ      | США                          | Нью-Орлінс Горнетс (проданий у Мемфіс через Портленд)[d][e]                       | Канзас (Соф.)              |
| 1     | 28    | Донте Грін             | ЛФ      | СШАf[›]                      | Мемфіс Ґріззліс (від ЛА Лейкерс[r], проданий у Х'юстон)[d]                        | Сірак'юс (Фр.)             |
| 1     | 29    | Ді Джей Вайт           | ВФ      | США                          | Детройт Пістонс (проданий у Сіетл Суперсонікс Сіетл)a[›][f]                       | Індіана (Ср.)              |
| 1     | 30    | Джей Ар Гідденс        | АЗ      | США                          | Бостон Селтікс                                                                    | Нью-Мексико (Ср.)          |
| 2     | 31    | Нікола Пекович         | C       | Чорногорія                   | Міннесота Тімбервулвз (від Маямі через Бостон)[s]                                 | Панатінаїкос (Греція)      |
| 2     | 32    | Волтер Шарп            | ВФ      | США                          | Сіетл Суперсоніксa[›] (проданий у Детройт)[f]                                     | УАБ (Дж.)                  |
| 2     | 33    | Джоуі Дорсі            | ВФ      | США                          | Портленд Трейл-Блейзерс (від Мемфіс[t], проданий у Х'юстон)[d]                    | Мемфіс (Ср.)               |
| 2     | 34    | Маріо Чалмерс          | РЗ      | США                          | Міннесота Тімбервулвз (проданий у Маямі)[g]                                       | Канзас (Дж.)               |
| 2     | 35    | ДеАндре Джордан*       | C       | США                          | Лос-Анджелес Кліпперс                                                             | Texas A&M (Фр.)            |
| 2     | 36    | Омер Ашик              | C       | Туреччина                    | Портленд Трейл-Блейзерс (від Нью-Йорк[u], проданий у Чикаго)[h]                   | Фенербахче (Туреччина)     |
| 2     | 37    | Люк Мба-а-Муте         | ЛФ      | Камерун                      | Мілвокі Бакс                                                                      | УКЛА (Дж.)                 |
| 2     | 38    | Кайл Вівер             | АЗ      | США                          | Шарлот Бобкетс                                                                    | Вашингтон Стейт (Ср.)      |
| 2     | 39    | Сонні Вімс             | АЗ      | США                          | Чикаго Буллз (проданий у Денвер)[h]                                               | Арканзас (Ср.)             |
| 2     | 40    | Крім Даглас-Робертс    | АЗ      | США                          | Нью-Дже́рсі Нетс                                                                   | Мемфіс (Дж.)               |
| 2     | 41    | Нейтан Джавай          | ВФ      | Австралія                    | Індіана Пейсерз (проданий у Торонто)[c]                                           | Cairns Taipans (Австралія) |
| 2     | 42    | Шон Сінглтері          | РЗ      | США                          | Сакраменто Кінґс (від Атланта)[v]                                                 | Вірджинія (Ср.)            |
| 2     | 43    | Патрік Юінг (молодший) | ЛФ      | Ямайка                       | Сакраменто Кінґс                                                                  | Джорджтаун (Ср.)           |
| 2     | 44    | Анте Томич#            | C       | Хорватія                     | Юта Джаз (від Філадельфія)[w]                                                     | KK Zagreb (Хорватія)       |
| 2     | 45    | Горан Драгичx          | РЗ      | Словенія                     | Сан-Антоніо Сперс (від Торонто[x], проданий у Фінікс)[i]                          | Юніон Олімпія (Словенія)   |
| 2     | 46    | Трент Плейстед#        | ВФ      | США                          | Сіетл Суперсоніксa[›] (від Портленд через Бостон[y], проданий у Детройт)[f]       | УБЯ (Дж.)                  |
| 2     | 47    | Білл Вокер             | АЗ      | США                          | Вашингтон Візардс (проданий у Бостон)[j]                                          | Канзас Стейт (Фр.)         |
| 2     | 48    | Малік Гейрстон         | АЗ      | США                          | Фінікс Санз (від Клівленд[z], проданий у Сан-Антоніо)[i]                          | Орегон (Ср.)               |
| 2     | 49    | Річард Гендрікс#       | ВФ      | США                          | Голден-Стейт Ворріорс                                                             | Алабама (Дж.)              |
| 2     | 50    | Девон Гардін#          | C       | США                          | Сіетл Суперсоніксa[›] (від Денвер)[aa]                                            | Каліфорнія (Ср.)           |
| 2     | 51    | Шен Фостер#            | АЗ      | США                          | Даллас Маверікс                                                                   | Вандербілт (Ср.)           |
| 2     | 52    | Дарнелл Джексон        | ВФ      | США                          | Маямі Гіт (від Орландо[ab], проданий у Клівленд)[k]                               | Канзас (Ср.)               |
| 2     | 53    | Тадія Драгічевич#      | ВФ      | Сербія                       | Юта Джаз                                                                          | Црвена Звезда (Сербія)     |
| 2     | 54    | Марті Люнен#           | ВФ      | США                          | Х'юстон Рокетс[ac]                                                                | Орегон (Ср.)               |
| 2     | 55    | Майк Тейлор            | РЗ      | США                          | Портленд Трейл-Блейзерс (від Фінікс через Індіана[ad], проданий у ЛА Клапперс)[l] | Idaho Stampede (D-Ліга)    |
| 2     | 56    | Саша Каун              | C       | Росія                        | Сіетл Суперсоніксa[›] (від Нью-Орлінс через Х'юстон[ae], проданий у Клівленд)[m]  | Канзас (Ср.)               |
| 2     | 57    | Джеймс Гіст#           | ВФ      | СШАg[›]                      | Сан-Антоніо Сперс                                                                 | Меріленд (Ср.)             |
| 2     | 58    | Джо Кроуфорд           | АЗ      | США                          | Лос-Анджелес Лейкерс                                                              | Кентуккі (Ср.)             |
| 2     | 59    | Дерон Вошингтон#       | ЛФ      | США                          | Детройт Пістонс                                                                   | Вірджинія Тек (Ср.)        |
| 2     | 60    | Семіх Ерден            | C       | Туреччина                    | Бостон Селтікс                                                                    | Фенербахче (Туреччина)     |

1. ↑  Громадянство означає національну збірну гравця, або яку країну він представляє. Якщо гравець не грав на міжнародному рівні, тоді цей пункт означає за збірну якої країни він може грати за правилами FIBA.

^ a: У липні 2008 року франшиза переїхала і стала Оклахома-Сіті Тандер.

^ b: Ентоні Рендольф народився в ФРН від американських батьків і виріс у США.

^ c: Рой Гібберт народився в США від ямайського батька і тринідадської матері. 2007 року він грав за збірну США на юніорському рівні. Від 2010 року він грав за збірну Ямайки.

^ d: Коста Куфос народився в США від грецьких батьків і там виріс. Він грав за збірну Греції.

^ e: Сарж Ібака, який народився в Конго, 2011 року став натуралізованим громадянином Іспанії. Він грав за збірну Іспанії починаючи з 2011 року.

^ f: Донте Грін народився у ФРН від американських батьків. Він грав за збірну США на юніорському рівні.

^ g: Джеймс Гіст народився в Туреччині від американських батьків.

## Помітні гравці, яких не задрафтовано
Цих гравців не обрано на драфті 2008 року але вони зіграли в НБА принаймні одну гру.
| Гравець         | Позиція | Громадянство | Коледж/Клуб                        |
| --------------- | ------- | ------------ | ---------------------------------- |
| Гарі Форбс      | SF      | Панама       | УМасс (Sr.)                        |
| Сундіата Гейнс  | PG      | США          | Джорджия (Sr.)                     |
| Мікелл Гладнес  | C       | США          | Alabama A&M (Sr.)                  |
| Стівен Гілл     | PF      | США          | Арканзас (Sr.)                     |
| Отелло Гантер   | F       | США          | Огайо Стейт (Sr.)                  |
| Отаюс Джефферс  | SG      | США          | Роберт Морріс (Іл) (Sr.)           |
| Роб Курз        | SF      | США          | Нотр-Дам (Sr.)                     |
| Салах Межрі     | C       | Туніс        | Étoile Sportive du Sahel (Tunisia) |
| Ентоні Морроу   | SG      | США          | Джорджия Тек (Sr.)                 |
| Тимофій Мозгов  | C       | Росія        | Хімки Москва (Росія)               |
| Демаркус Нелсон | PG      | США          | Дьюк (Sr.)                         |
| Браян Робертс   | PG      | США          | Дейтон (Sr.)                       |
| Дам'ян Рудеж    | F       | Хорватія     | KK Split (Croatia)                 |
| Грег Стімсма    | C       | США          | Вісконсин (Sr.)                    |
| Реджі Вільямс   | SF      | США          | VMI (Sr.)                          |

## Драфтова лотерея
НБА щорічно проводить лотерею перед драфтом, щоб визначити порядок вибору на драфті командами, які не потрапили до плей-оф у попередньому сезоні. Кожна команда, яка не потрапила до плей-оф, має шанс виграти один з трьох перших виборів, проте клуби, які показали найгірше співвідношення перемог до поразок у минулому сезоні, мають найбільші шанси на це. Після того, як визначено перші три вибори, решта команд відсортовуються відповідно до їх результатів у попередньому сезоні. Для команд з однаковим співвідношенням перемог до поразок 18 квітня НБА провела кидання жереба.
Лотерея відбулась 20 травня в Секаукусі (Нью-Джерсі). Чикаго Буллз, які мали дев'яте найгірше співвідношення перемог до поразок, виграли лотерею, маючи шанс лише 1.7%. Маямі Гіт і Міннесота Тімбервулвз, з першим і третім найгіршими співвідношеннями відповідно, виграли другий і третій драфт-піки.
Нижче вказано шанси для кожної з команд витягнути певний номер під час драфтової лотереї 2008 року, числа округлено до третьої цифри після коми:
| ^ | Позначає дійсні результати лотереї |

| Команда НБА             | Результати в сезоні 2007–2008 | Шанси в лотереї | Вибір | Вибір | Вибір | Вибір | Вибір | Вибір | Вибір | Вибір | Вибір | Вибір | Вибір | Вибір | Вибір | Вибір |
| Команда НБА             | Результати в сезоні 2007–2008 | Шанси в лотереї | 1-й   | 2-й   | 3-й   | 4-й   | 5-й   | 6-й   | 7-й   | 8-й   | 9-й   | 10-й  | 11-й  | 12-й  | 13-й  | 14-й  |
| ----------------------- | ----------------------------- | --------------- | ----- | ----- | ----- | ----- | ----- | ----- | ----- | ----- | ----- | ----- | ----- | ----- | ----- | ----- |
| Маямі Гіт               | 15–67                         | 250             | ,250  | ,215^ | ,177  | ,358  | —     | —     | —     | —     | —     | —     | —     | —     | —     | —     |
| Сіетл Суперсонікс       | 20–62                         | 199             | ,199  | ,188  | ,171  | ,319^ | ,124  | —     | —     | —     | —     | —     | —     | —     | —     | —     |
| Міннесота Тімбервулвз   | 22–60                         | 138             | ,138  | ,142  | ,145^ | ,238  | ,290  | ,045  | —     | —     | —     | —     | —     | —     | —     | —     |
| Мемфіс Ґріззліс         | 22–60                         | 137             | ,137  | ,142  | ,145  | ,085  | ,323^ | ,156  | ,013  | —     | —     | —     | —     | —     | —     | —     |
| Нью-Йорк Нікс           | 23–59                         | 76              | ,076  | ,084  | ,095  | —     | ,262  | ,385^ | ,093  | ,004  | —     | —     | —     | —     | —     | —     |
| Лос-Анджелес Кліпперс   | 23–59                         | 75              | ,075  | ,083  | ,094  | —     | —     | ,414  | ,294^ | ,039  | ,001  | —     | —     | —     | —     | —     |
| Мілвокі Бакс            | 26–56                         | 43              | ,043  | ,049  | ,058  | —     | —     | —     | ,600  | ,232^ | ,018  | ,000  | —     | —     | —     | —     |
| Шарлот Бобкетс          | 32–50                         | 28              | ,028  | ,033  | ,039  | —     | —     | —     | —     | ,725  | ,168^ | ,006  | ,000  | —     | —     | —     |
| Чикаго Буллз            | 33–49                         | 17              | ,017^ | ,020  | ,024  | —     | —     | —     | —     | —     | ,813  | ,122  | ,004  | ,000  | —     | —     |
| Нью-Дже́рсі Нетс         | 34–48                         | 11              | ,011  | ,013  | ,016  | —     | —     | —     | —     | —     | —     | ,870^ | ,089  | ,002  | ,000  | —     |
| Індіана Пейсерз         | 36–46                         | 8               | ,008  | ,009  | ,012  | —     | —     | —     | —     | —     | —     | —     | ,908^ | ,063  | ,001  | ,000  |
| Сакраменто Кінґс        | 38–44                         | 7               | ,007  | ,008  | ,010  | —     | —     | —     | —     | —     | —     | —     | —     | ,935^ | ,039  | ,000  |
| Портленд Трейл-Блейзерс | 41–41                         | 6               | ,006  | ,007  | ,009  | —     | —     | —     | —     | —     | —     | —     | —     | —     | ,960^ | ,018  |
| Голден-Стейт Ворріорс   | 48–34                         | 5               | ,005  | ,006  | ,007  | —     | —     | —     | —     | —     | —     | —     | —     | —     | —     | ,982^ |